# 貝雷米茨凱
50°53′23″N 30°50′54″E / 50.88972°N 30.84833°E
贝雷米茨凯（烏克蘭語：Беремицьке），是烏克蘭北部切爾尼希夫州切爾尼希夫區奥斯泰尔市镇的村庄。始建於1650年，面積0.41平方公里，海拔高度104米，2001年人口62，人口密度每平方公里150.85人。